# Мавруд
Мавруд је врста бугарског црвеног грожђа, од којег се прави истоимена врста вина Мавруд. Виногради мавруда се налазе у бугарској Тракији. 

## Историја
Према легенди, Мавруд потпада и старије врсте грожђа.
Бугарски кан Крум је веровао да је један од узрока за пад аварског каганата било и пијанство. Према томе Крум је тада у бугарском канату наредио уништити све винограде. У то време престолницу Плиску је заобилазио лав, који је поубијао околне становнике. Тада се лаву супротставио војник именом Мавруд, који се вратио у земљу и није знао за канову забрану вина. Мавруд је лава потражио и убио. Када је кан Крум чуо 
за догађај позвао је војника на двор. Мавруд је признао да је пре боја попио вино које му дала мама. Крум је војника наградио и наредио да се виногради поново посаде и по том војнику је сорта вина и названа - Мавруд.